# Hypnoticus
Hypnoticus is een geslacht van eenoogkreeftjes uit de familie van de Ascidicolidae. De wetenschappelijke naam van de soort is voor het eerst geldig gepubliceerd in 1924 door Charles Branch Wilson.
Hypnoticus ("slaperig") is een nomen novum, een nieuwe naam die Wilson gaf aan het geslacht dat aanvankelijk Hypnodes was genoemd door de Franse bioloog Charles Eugène Hesse in 1865. Hypnodes was echter al in 1852 gebruikt door Ludwig Reichenbach voor een geslacht van vogels.
Hypnoticus is een monotypisch geslacht met als enige soort Hypnoticus flavus.